# Roger Köppel
Pour les articles homonymes, voir Koppel.
Roger Jürg Köppel, né le 21 mars 1965 à Zurich (originaire de Küsnacht et Widnau), est un journaliste, entrepreneur des médias et homme politique suisse, membre de l'UDC et député du canton de Zurich au Conseil national de 2015 à 2023.

## Biographie

### Enfance et formation
Roger Köppel est le fils d'un entrepreneur de construction, Robert, maçon de formation, et d'une secrétaire, Margrit, Suissesse née à Königsberg, en province de Prusse-Orientale, où elle passe son enfance,. Ses parents divorcent quand il a huit ans. Il a deux demi-frères et deux demi-sœurs, tous plus âgés que lui.
Roger Köppel grandit à Kloten, puis à Bülach avec sa mère. Après le suicide de sa mère dépressive alors qu'il avait treize ans et la mort de son père, alcoolique, cinq ans plus tard, il emménage chez l'un de ses demi-frères, dans l'appartement de leur mère. Traversant une phase difficile, il est réformé du service militaire après avoir présenté un certificat médical établi par un psychiatre.
Roger Köppel est le premier membre de sa famille à obtenir une maturité et à aller à l'université. Avant d'entamer ses études universitaires, il travaille à l'aéroport de Zurich, où il est chargé de regrouper les chariots à bagages. Après des études à l'Université de Zurich (d'abord brièvement l'anglais, puis l'histoire économique et finalement la philosophie politique) et à Stuttgart, il travaille comme journaliste. Il obtient finalement en 1995 une licence en sciences politiques de l'Université de Zurich.

### Parcours professionnel
Après avoir d'abord travaillé pour la Neue Zürcher Zeitung de 1998 à 1994 comme rédacteur pour la rubrique sportive et la rubrique cinématographique, puis de 1994 à 2001 pour le Tages-Anzeiger (rédacteur culturel, puis rédacteur en chef du "Magazin" de 1997 à 2001 et rédacteur en chef adjoint du Tages-Anzeiger de 2000 à 2001), il devient rédacteur en chef de la Weltwoche de 2001 à 2004, puis rédacteur en chef du quotidien allemand Die Welt de 2004 à 2006.
Il achète la Weltwoche en 2006, soutenu par des financiers conservateurs comme l’investisseur Tito Tettamanti, et en redevient le rédacteur en chef.
Il prononce à l'occasion de la Coupe du monde de football de 2018 des propos que la NZZ a qualifiés de frôlant le racisme à l’encontre de la diversité dans l’équipe de Suisse masculine de football. Il traite ainsi l’équipe nationale de « troupe de mercenaires multiculturelle balkanique presque sans patrie ».

### Parcours politique
Le 26 février 2015, il annonce sa candidature au Conseil national sur la liste de l'Union démocratique du centre. Il est élu le 20 octobre avec 178 090 voix, ce qui représente le meilleur score de son parti et le meilleur score de l'histoire suisse pour un élu au Conseil national, alors qu'il ne figurait qu'en 17e position sur la liste. Il siège dans la Commission de politique extérieure (CPE). À mi-parcours de cette législature, il est l'élu qui a manqué le plus de votes.
Il est réélu en 2019, obtenant à nouveau le meilleur score de son canton (121 098 voix). Candidat au Conseil des États, il se retire au deuxième tour au profit de Ruedi Noser.
En avril 2022, la Commission de politique extérieure du Conseil national dépose une plainte pénale contre lui pour violation du secret de fonction, estimant qu'il a rapporté sur sa chaîne vidéo des informations confidentielles relatives à une perquisition chez Audemars Piguet en Russie,,.
Il annonce le 3 mars 2023 qu'il ne présentera pas pour un nouveau mandat aux élections fédérales d'octobre 2023.

### Vie privée
Roger Köppel est marié à une économiste, ancienne réfugiée vietnamienne arrivée en Suisse à l'âge de quatre ans avec sa famille et ancienne employée d'UBS. Ils habitent à Küsnacht et ont trois fils, nés en 2009, 2011 et 2019, et une fille née en 2014.